# Croix de cimetière de Mauriac
La croix de cimetière de Mauriac est une croix hosannière située au centre du nouveau cimetière communal de Mauriac dans la Gironde.

## Historique
C'est à partir du XVe siècle qu'apparaissent les croix de cimetière. Lorsqu'elles sont placées au centre d'un cimetière on dit qu'elles sont des croix hosannières (on y chante la prière Hosanna lors de la bénédiction des rameaux). Le plus souvent elles sont construites par des maîtres maçons plutôt que de réels sculpteurs. Elles correspondent à des dons de riches seigneurs. Les croix de cimetière mettaient en lumière le saint patron de la paroisse, puisqu'une représentation de ce saint occupait habituellement un des côtés de la croix sommitale.
La croix de l'église Saint-Saturnin de Mauriac date du XVe siècle.
La croix fait l’objet d’un classement au titre des monuments historiques depuis le 20 décembre 1907.

## Description
La croix est posée sur un socle à trois marches de forme carré, sur laquelle repose un fût gothique, qui peut être divisé en trois parties, le tout surmonté d'une croix, qui contraste avec sa simplicité, tout en étant plus moderne. La base du fût est un socle carré, se transformant en octogone lors de son élévation. Le milieu du fût est sculpté et représente saint Saturnin, patron de l'église de Mauriac et Saint Denis, accompagné de quatre têtes pouvant être des têtes d'anges. La partie supérieure du fût, de forme octogonale avec présence d'écussons.
L'ouvrage est très érodé.